# Mari (Vorname)
Mari ist ein weiblicher Vorname.

## Herkunft und Bedeutung
Für den Namen Mari existieren verschiedene Herleitungen.

### Japanischer Name
In Japan existiert der Name Mari in verschiedenen Schreibweisen. Als 真理 setzt er sich aus den Elementen 真 ma „wirklich“, „echt“ und 理 ri „Verstand“, „Logik“ zusammen, als 真里 besteht er aus den Elementen 真 ma „wirklich“, „echt“ und 里 ri „Dorf“. Auch die Schreibweise in anderen Kanji-Schriftzeichen und daher mit anderen Bedeutungen sind möglich.

### Baskische Mythologie
In der baskischen Mythologie heißt die Göttin des Wetters und Fruchtbarkeit Mari. Möglicherweise leitet sich der Name vom baskischen Wort emari „Schenkung“, „Spende“, „Zuwendung“ oder amari „Mutter“ ab.

### Variante von Maria
→ Hauptartikel: Maria
Der Name Mari (georgisch მარი, armenisch Մարի) kann auch auf den Namen Maria zurückgehen. Dabei handelt es sich entweder um die walisische, bretonische, estnische und finnische Form von Maria, oder um den ungarischen Diminutiv von Mária, oder um eine skandinavische, georgische und armenische Variante des Namens Marie.

## Verbreitung
In Armenien hat sich der Name Mari in den Top-10 der beliebtesten Mädchennamen etabliert.
In Norwegen war der Name in den 1980er und 1990er Jahren sehr beliebt und erreichte 1989 und 1991 mit Rang 12 seine höchste Platzierung. Seitdem sank die Beliebtheit, obwohl der Name immer noch gerne vergeben wird. Im Jahr 2020 belegte er Rang 63 in den Hitlisten.
Auch in Japan, Finnland, Estland, Schweden und Ungarn ist der Name relativ beliebt.

## Bekannte Namensträgerinnen
- Marí Bin Amude Alkatiri (* 1949), osttimoresischer Politiker
- Mari Boine (* 1956), norwegisch-samische Musikerin
- Mari Eder (* 1987), finnische Biathletin und Skilangläuferin
- Mari Fukumoto (* 1987), japanische Organistin
- Mari Jászai (1850–1926), ungarische Schauspielerin
- Mari Kodama (* 1967), japanische klassische Pianistin
- Mari Lang (* 1980), österreichische Moderatorin und Journalistin
- Mari Holm Lønseth (* 1991), norwegische Politikerin
- Mari Motohashi (* 1986), japanische Curlerin
- Mari Ōsaka (* 1996), japanische Tennisspielerin
- Mari Ozaki (* 1975), japanische Langstreckenläuferin
- Mari Pehkonen (* 1985), finnische Eishockeyspielerin
- Mari Saat (* 1947), estnische Schriftstellerin
- Mari Takano (* 1960), japanische Komponistin
- Mari Törőcsik (1935–2021), ungarische Schauspielerin
- Mari Trini (1947–2009), spanische Sängerin und Liedermacherin
- Mari-Doris Vartmann (* 1988), deutsche Eiskunstläuferin
- Mari Weiß (* 1984), deutsche Juristin und Politikerin (Die Linke)
- Mari Yonehara (1950–2006), japanische Schriftstellerin